# Noémi Dabrowski
Noémi Dabrowski (* 23. März 1991 in Berlin) ist eine französisch-polnisch-US-amerikanische Schauspielerin und Moderatorin.

## Leben
Noémi Dabrowski wurde in Berlin geboren. Von 2011 bis 2014 absolvierte sie eine Schauspielausbildung auf der ehemaligen Berliner Schauspielschule „art of acting“. Außerdem nahm sie 2018 ebenfalls in Berlin an einer Masterclass bei Ivana Chubbuck teil und nahm 2022 Schauspielunterricht bei Stephan Szász. 2014 war sie im freien Theaterensemble Theater Oder so im Stück Die blutroten Schuhe zu sehen. Seit 2015 spielt sie in unterschiedlichen Stücken wie Gutes Wedding, Schlechtes Wedding oder Andi mit den Dönerhänden am Berliner prime time theater verschiedene Figuren. Im Jahr 2020 spielte sie in Keine Zeit für Piccolo die Hauptkommissarin Katja Fuchstaler. 2022 hatte sie bei Gute Zeiten, schlechte Zeiten die Nebenrolle der Anna Farina inne.
Ebenso stand sie für Werbung vor der Kamera.

## Privates
Dabrowski spricht Deutsch, Französisch, Englisch und Polnisch. Sie lebt in Berlin.

## Filmografie (Auswahl)
- 2020: Keine Zeit für Piccolo
- 2022: Gute Zeiten, schlechte Zeiten (Folgen: 7484–7???)
- 2024: Vorübergehend glücklich – Vredenhorst (Fernsehfilm)

## Theatrografie (Auswahl)
Theater Oder so
- 2014: Die blutroten Schuhe

prime time theater
- 2015–2016: CSI Wedding, Gutes Wedding Schlechtes Wedding
- seit 2015: Gutes Wedding, Schlechtes Wedding
- 2016: Drei Engel für Wedding
- 2016: Der Sommernachtstrip
- 2017: Das Radiogesicht
- 2018: Andi mit den Dönerhänden
- 2019: Der Club der toten Döner
- 2020: Miss Wedding Undercover[6]